# Idioma sudovio
El sudovio (también llamado yatvingio o yotvingio) es una lengua muerta del grupo báltico de las lenguas indoeuropeas. Estaría estrechamente emparentado con el antiguo prusiano, y se hablaba al suroeste del río Neman, en lo que actualmente es Lituania, al este de Galindia y al norte de Yotvingia, y también la empleaban algunos exilados en Prusia oriental.

## Historia

Distribución de los pueblos bálticos hacia el año 1200 (las fronteras son sólo aproximadas).

Sudovia y la vecina Galindia eran dos naciones bálticas mencionadas ya por el geógrafo griego Ptolomeo en el siglo II d. C. como Galindai (Γαλίνδαι) y Soudinoi (Σουδινοί). Aunque el sudovio y el yotvingio eran originalmente dos dialectos diferentes de la misma lengua, el sudovio y el yotvingio dieron lugar a una variedad común estandarizada en el siglo X, cuando las dos naciones crearon una federación que incluía también a los dainavios (denowe). Pedro de Dusburg, en su crónica del siglo XIV, Chronicon Terrae Prussiae, se refiere a Sudovia y llama a su habitantes Sudovites.
Después de que la región fuera conquistada por los caballeros teutónicos, la lengua fue desplazada y la población fue absorbida por poblaciones que hablaban bajo alemán, además de por lituanos y eslavos.

## Descripción lingüística
El sudovio era muy similar, de hecho mutuamente inteligible, con el antiguo prusiano, tal como se afirma en la introducción del primer catecismo en antiguo prusiano (imprimido en Königsberg, en 1545), siendo el primer libro en una lengua báltica):
Die Sudawen aber wiewol ihre rede etwas nyderiger wissen sich doch inn diese preüßnische sprach : wie sie alhie im Catechismo gedruckt ist auch wol zuschicken und vernemen alle wort («Pero los sudovios, aunque su habla es ligeramente más grave, entienden esta lengua prusiana, como ha sido escrita en el catecismo, y expresan bien ellos mismos y comprenden cada palabra»).
Además hay documentadas algunas frases en sudovio en "Warhafftige Beschreibung der Sudawen auff Samland sambt ihren Bock heyligen und Ceremonien" ('Descripción auténtica de los sudvios de la península de Sambia, junto con sus santificaciones de cabras y ceremonias') escrito a mediados del siglo XVI por Hieronymus Meletius:
Beigeite beygeyte peckolle.
Kails naussen gnigethe.
Kails poskails ains par antres.
Kellewesze perioth, Kellewesze perioth.
Ocho Moy myle schwante Panike.
John Poliander escribió en 1535 sobre los sudovios que vivían cerca de Königsberg, en Prusia, mientras hablaba de la producción de ámbar, que en treinta y dos aldeas se usaba el habla de los sudinos en una franja de tierra de seis a siete millas del extremo de Samland  que lleva el nombre de Sudavia. Hablaban su propia lengua, que es cercana al antiguo prusiano. Usaban el término gentaras para el ámbar y no el término samlandés (o prusiano antiguo). Gracias a este autor se sabe que los sudovios vivían separados de los samlandeses, y que los matrimonios se celebraban dentro del propio grupo y no se permitía el matrimonio mixto con la población prusiana vecina «aunque se suplicara». Al parecer mantenían obstinadamente sus tradiciones, y llevaban anillos en los dedos y en las orejas con campanillas de bronce y cinturones plateados. No importaban nada de fuera, y todo lo producían sus artesanos locales. Christoph Hartknoch informó que en 1684 todavía vivían allí sudovios.
La Constit. Synod. Evangel. de 1530 contiene la siguiente lista de deidades que todavía son adoradas por los sudovios de Samland:

"Occopirmus, Sualxtix, Ausschauts, Autrympus, Potrympus, Bardoayts, Piluuytis, Parcunas, Pecols,..."
(Hastings, p. 488)

También algunos topónimos del noreste de Polonia, el noroeste de Bielorrusia y Lituania preservan palabras del sudavio. Se conoce que el sudavio fue influido por el gótico así como por el antiguo prusiano.

### Gramática
El sudovio tiene seis casos gramaticales: nominativo, vocativo, acusativo, genitivo, dativo y locativo y además tiene una morfología verbal compleja con varios modos gramaticales. Fue una variedad fronteriza del antiguo báltico, que mantenía varias características arcaicas que se habían perdido en el grupo báltico medio.

### Artículos
- Marija Gimbutas, The Balts. London : Thames and Hudson, Ancient peoples and places 33, 1963.
- Peter von Dusburg, Chronicon Terrae Prussiae, in Scriptores rerum Prussicarum (ed. Max Toeppen). Leipzig: Hirzel, 1861
- J. Endzelīns, Senprūšu valoda. – Gr. Darbu izlase, IV sēj., 2. daļa, Rīga, 1982. 9.-351. lpp.
- V. Mažiulis, Prūsų kalbos paminklai, Vilnius, t. I 1966, t. II 1981.
- W. R. Schmalstieg, An Old Prussian Grammar, University Park and London, 1974.
- W. R. Schmalstieg, Studies in Old Prussian, University Park and London, 1976.
- V. Toporov, Prusskij jazyk: Slovar', A – L, Moskva, 1975–1990.
- V. Mažiulis, Prūsų kalbos etimologijos žodynas, Vilnius, t. I-IV, 1988–1997.
- Schmalstieg, W. R., Armenian and Jatvingian mard: A Shared Lexical Item, Annual of Armenian Linguistics Vol. VII, 1986
- Eckert, R., An exact correlation to apr. Kellewesze in the Russian Church Slavonic, Linguistica Baltica, 1, 1992, p179–82
- Savukynas, B., Del M Rudnickio Galandos, Priegliaus ir Sūduvos etimologinių aiskinimų, Lietuvių kalbotyras klausimai, 6, 1963, pp 320–325
- Witczak, K. T., Traces of Dual Forms in Old Prussian and Jatvingian in Wojciech Smoczyński and Axel Holvoet, eds, Colloquium Rruthenicum primum, 1992, pp 93–98
- Archäologie der UDSSR: Die Finno-Ugrier und die Balten im Mittelalter, Teil II, Balten, S. 411-419, Moskau 1987
- Gerullis, G., Zur Sprache der Sudauer-Jadwinger, in Festschrift A. Bezzenberger, Göttingen 1927
- Lepa, Gerhard (Hrsg): Die Sudauer, in Tolkemita-Texte Nr. 55, Dieburg 1998
- Lepa, G., Gedanken über die Prußen und ihre Lieder, in Tolkemita-Texte „25 Lieder der Sudauer“ Nr. 56, Dieburg 1999
- Salemke, G., Lagepläne der Wallburganlagen von der ehemaligen Provinz Ostpreußen, Gütersloh, 2005, Karten 19/ 7 – 19/ 13
- Tettau, v.: Volkssagen Ostpreußens, Litthauens und Westpreußens, Berlín 1837, S.10
- Žilevičius, J. Grundzüge der kleinlitauischen Volksmusik, in Tolkemita-Texte „25 Lieder der Sudauer“ Nr. 56, Dieburg 1999
- Toporov,V., ИНДОЕВРОПЕЙСКИЕ ЯЗЫКИ [Indo-European languages] Лингвистический энциклопедический словарь.[Linguistic encyclopedic dictionary] Moskva, 1990, pp 186–189
- Illič-Svityč V., Imennaja akcentuacija v baltijskom i slavjanskom. Moskva: SSSR. 1963
- Illič-Svityč V., Sledy isčeznuvšych baltijskich akcentuacionnych sistem. Slavjanskaja i baltijskaja akcentologija. Moskva: Nauka. 1964. pp 18–26.
- Vytautas J. Mažiulis. "Baltic languages". Britannica Online Encyclopedia.
- Henning, E., De rebus Jazygum sive Jazuin-gorum, Regiomonti, 1812
- Sjoegren, A., Ueber die Wohnsitz Verhaeltnisse und der Jatwaeger, St. Petersburg, 1859
- Sembrzycki, J., Die Nord-und Westgebiete the Jadwinger und deren Grenzen, Altpreussischeme Monatschrift, XXVIII, 1891, pp. 76–89
- Matthews, W.K., Medieval Baltic Tribes, The American Slavic and East European Review, Vol. 8, No. 2, Apr., 1949 pp 126–136.
- Białuński, Grzegorz, Studia z dziejów plemion pruskich i jaćwieskich, Olsztyn, 1999.
- Nalepa, Jerzy, Jaćwięgowie – nazwa i lokalizacja, Białystok, 1964.
- Nalepa, Jerzy, Z badań nad jaćwieskimi relikatami onomastycznymi Połeksza, Studia linguistica slavica baltica K.-O. Falk, Lund 1966, S. 185-202.
- Nalepa, Jerzy, Połekszanie (Pollexiani) – Plemię Jaćwięskie u północno-wschodnich granic Polski, Rocznik Białostocki, t. VII: 1966, Warszawa 1967, s. 7-33.